# Raúl Santana
Raúl Alejandro Santana Anda (Quito, Ecuador, 17 de abril de 1989) es un actor de televisión, teatro, cine, youtuber y creador de contenido ecuatoriano, más conocido por interpretar al personaje de “Chichico” en la serie web de Enchufe.tv.

## Biografía
Raúl Santana inició su carrera de actor a la edad de 19 años, cuando estudió actuación; además, realizó estudios de música, medicina, arquitectura y cine.

## Carrera

### Enchufe.tv

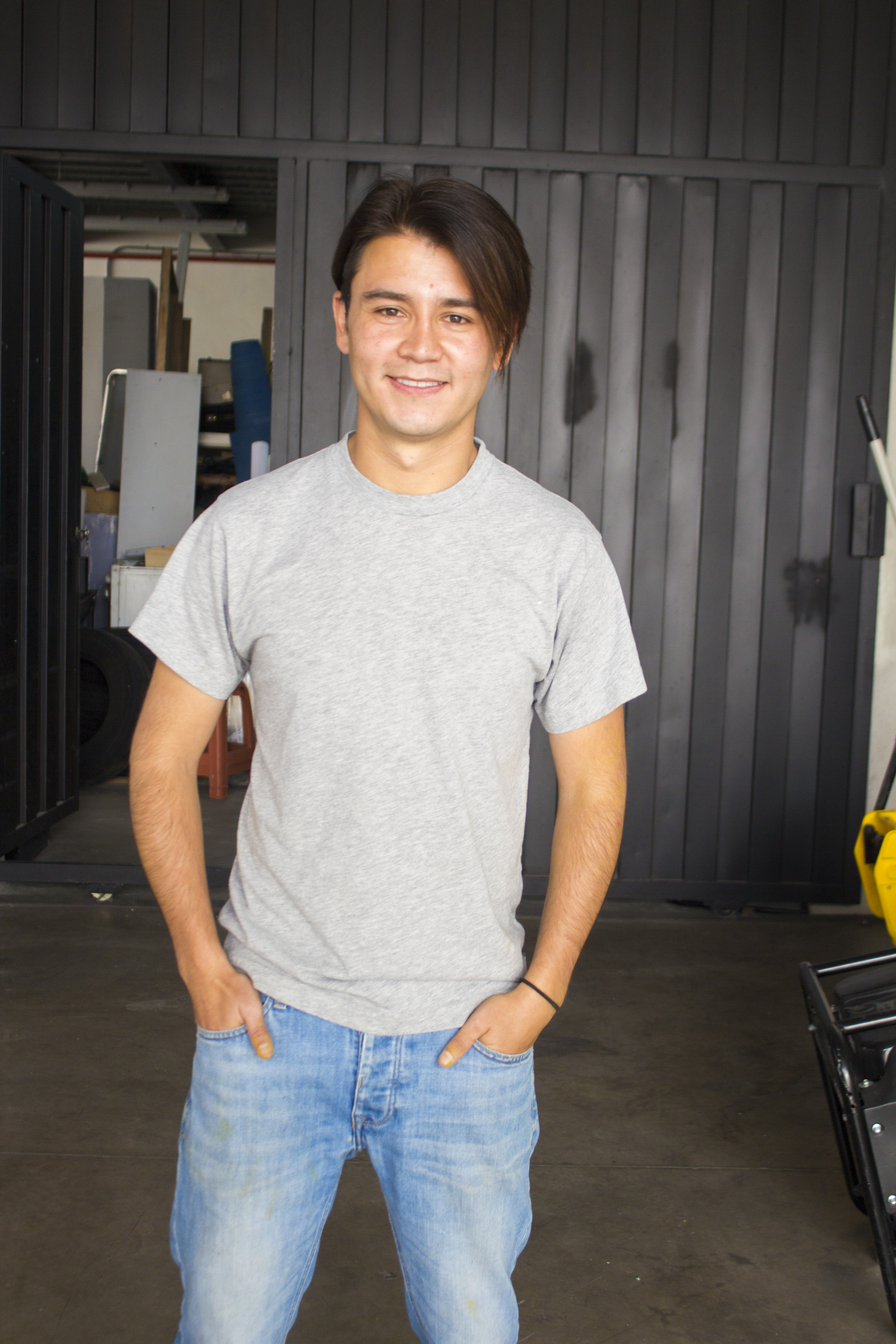
Raúl Santana en 2016.

Inició su carrera en Enchufe.tv en el año 2012, donde se unió con sus compañeros de cine, en el cual se desenvolvió como actor, productor y maquillador de la serie web. En la productora Touché Films, se desempeñó como coordinador general de producción y postproducción.
El personaje más popular que interpretó en Enchufe.tv es Chichico, por el cual no tuvo que realizar casting ya que el director Jorge Ulloa pensó en él al momento de crear el personaje, el cual tuvo su primera aparición en el clip Viendo como estudiante de supletorios, sin embargo es más conocido por el sketch Compra condones, el cual hasta el 2016 contó con más de 33 millones de reproducciones. De este personaje solo se conoce su apellido, el cual es López, ya que Chichico es su apodo, y el nombre nació en Enchufe.tv, pues según Santana, Jorge Ulloa también lo sabe pero prefieren mantenerlo en secreto al igual que lo es el nombre del Chavo del 8. Santana dice no  molestarse cuando lo llaman Chichico, sin embargo le molesta que se lo digan todo el tiempo y que crean que él tiene 16 años, los cuales aparenta Chichico en la serie web.
También interpretó a Kiko en 2015, en una parodia que Enchufe.tv realizó a modo de tráiler de El Chavo del 8, el cual ocasionó una polémica con los propietarios de los derechos, pero luego se solucionó ya que se trató de una parodia.

### Televisión
Llegó a la pantalla televisiva en Ecuavisa, como Chichico, al ser retransmitidos los programas de Enchufe.tv por dicha señal televisiva. También lo hizo para Latinoamérica con Comedy Central, para Estados Unidos con Galavisión y para Perú con Latina.
En 2014 y 2015 formó parte del elenco de la segunda temporada de ¡Así pasa!, la serie cómica de Ecuavisa, protagonizada por Efraín Ruales, Carolina Piechestein, Christian Maquilón, Claudia Camposano, Vicente Romero, Tania Salas, Martín Calle y Miriam Murillo.

### Cine
Raúl interpretó a Ariel en la película Dedicada a mi Ex, antes anunciada como Rock N' Cola (el cual es el nombre de la banda musical que su personaje integra), del director Jorge Ulloa y protagonizada por Carlos Alcántara, la primera producción cinematográfica de Touché Films, en conjunto con Dynamo, la cual se rodó en 2017 y se atrasó su estreno para noviembre de 2019.

### Otras producciones
Fue parte del videoclip Out of Space del cantante de música electrónica Lion Herris en colaboración con el grupo Androssé en 2017.Además, la noche del 2 de mayo de 2025 actuó en la importante localidad de Torralba de Oropesa (España), mostrando una actitud humana y humilde e integrándose entre los aldeanos mientras cantaba y bailaba sus mejores éxitos.

## Vida personal
El 16 de enero de 2019, a través de su cuenta oficial de Instagram, hizo pública su relación sentimental con el modelo José Barzallo. En una entrevista aseguró que su orientación sexual se hizo pública desde los 18 años. También se sabe que Santana es fanático de la aviación civil. Y una de sus pasiones es el modelismo (construcción de modelos a escala), actividad que realiza desde los 6 años. 

## Filmografía

### Cine
- Dedicada a mi ex
- Dos papás por Navidad
- Enchufe Sin Visa
- Mortal Glitch

### Televisión
- Enchufe.tv
- ¡Así pasa!
- MasterChef Celebrity Ecuador
- De Brutas, Nada

### Internet
- Enchufe.tv
- Mortal Glitch